# Damaris Kimani
Damaris Kimani (* 1979) ist eine ehemalige kenianische Fußballschiedsrichterin.
Von 2005 bis 2016 stand sie auf der Liste der FIFA-Schiedsrichter und leitete internationale Fußballspiele.
Bei der Afrikameisterschaft 2014 in Namibia leitete sie zwei Spiele, darunter ein Spiel in der Gruppenphase sowie das Halbfinale zwischen Nigeria und Südafrika (2:1).